# 鉄道敷設法別表第142号
鉄道敷設法別表第142号は、1922年（大正11年）4月11日に公布・施行された「鉄道敷設法」（大正11年法律第37号）別表に定められていた条文の一つ。

## 原文
- 十勝国芽室ヨリ「トムラウシ」附近ニ至ル鉄道

## 現在の地名・地区名での表記
- 北海道河西郡芽室町芽室地区より北海道上川郡新得町トムラウシ地区（屈足地区）付近に至る鉄道 （全区間、十勝支庁管内）

## 開業区間
- 全区間未開業

## 未開業区間
- 芽室 - トムラウシ間

## 鉄道先行バス路線
なし。

## 近接したルートを通る民間路線バス
- 北海道拓殖バストムラウシ温泉線
  - 新得駅前 - トムラウシ温泉間

※予約制。7月中旬から8月中旬のみの運行。